# São Cristóvão-Neves-Anguila
São Cristóvão-Neves-Anguila (em inglês: Saint Christopher-Nevis-Anguilla) foi um território ultramarino do Reino Unido, situado no mar das Caraíbas (português europeu) (mar do Caribe (português brasileiro)), de 1882 á 1983. Em 1958, tornou-se uma província da Federação das Índias Ocidentais. Quando a federação regional de ilhas britânicas se desmembrou em 1962, São Cristóvão-Neves-Anguila envolveu-se em várias tentativas de reformação de uma nova união caribenha.
Em 1967, foi dada autonomia interna ao território de São Cristóvão-Neves-Anguila, Em 1971, a ilha de Anguila requisitou separar-se da união; em 1980 este pedido foi formalizado, resultando na Federação de São Cristóvão e Neves, A entidade acabaria por se tornar o independente em 1983. Atualmente, Anguila continua a ser um território ultramarino britânico.

## História
As ilhas de São Cristóvão e Nevis foram colônias britânicas desde o século XVII, embora sempre tenham sido administradas separadamente. A união de São Cristóvão e Nevis foi proposta já em 1867, quando o capitão James George Mackenzie foi nomeado vice-governador de São Cristóvão com o mandato de buscar uma fusão das administrações das duas ilhas. Esta proposta encontrou forte oposição, no entanto, e foi retirada no ano seguinte. Em 1871, São Cristóvão e Nevis tornaram-se presidências da Colônia Federal das Ilhas de Sotavento, com Anguila sendo anexada a São Cristóvão como dependência no mesmo ano. No entanto, em 1882, a legislatura das Ilhas de Sotavento Britânicas aprovou uma legislação fundindo as duas presidências, formando uma Presidência combinada de São Cristóvão e Nevis.
Em 1951, o nome da colônia foi alterado para incluir Anguila. A Colônia das Ilhas de Sotavento foi dissolvida em 1958, devido às frequentes tensões entre seus membros. De 1958 a 1962, São Cristóvão-Nevis-Anguilla foi uma província da Federação das Índias Ocidentais, elegendo dois membros para a Câmara dos Representantes e tendo também dois senadores, nomeados pelo Governador-Geral.
Em 1967, o território de São Cristóvão-Nevis-Anguilla obteve plena autonomia interna, como Estado Associado do Reino Unido. O Reino Unido manteve a responsabilidade pela defesa e pelos assuntos externos, enquanto um novo sistema judicial foi estabelecido, a Suprema Corte dos Estados Associados das Índias Ocidentais (embora o Conselho Privado continuasse a ser o mais alto tribunal de recurso).
Mais tarde, em 1967, os líderes de Anguila expulsaram a polícia da Federação da ilha e declararam a sua independência como República de Anguila. Em 7 de novembro de 1970, uma comissão liderada por Hugh Wooding, ex-presidente do Supremo Tribunal de Trinidade e Tobago, publicou um relatório que recusava por unanimidade a ideia de Anguila independente e o retorno do status de colônia britânica e recomendava que a ilha permanecesse um parte de São Cristóvão-Neves-Anguilla. O relatório foi bem recebido por Robert Llewellyn Bradshaw, mas o Conselho de Anguila o rejeitou. O Ministro dos Negócios Estrangeiros e da Commonwealth, Joseph Godber, declarou na Câmara dos Comuns do Reino Unido que o seu governo analisará o relatório à luz das discussões com todas as partes interessadas e que nenhuma decisão inaceitável para o povo de Anguila será tomada. Seguiu-se uma série de acordos provisórios que resultaram no governo direto da ilha pela Grã-Bretanha, embora não tenha sido formalmente separada até dezembro de 1980, quando foi transformada em uma colônia separada da Coroa.
Neves também tentou separar-se da federação em várias ocasiões, mas os líderes da ilha não tiveram sucesso nos seus esforços. No entanto, conseguiram garantir maior autonomia para Neves nos anos que antecederam a independência, que ocorreu em Setembro de 1983, após um atraso de vários anos para permitir negociações. Sir Frederick Albert Phillips, o primeiro governador de Saint Christopher-Nevis-Anguilla, escreveu em 2013:
| “ | É geralmente reconhecido que a federação falhou em vários aspectos. Não cumpriu a promessa de uma administração muito melhorada; não conseguiu produzir economias na administração das ilhas federadas como uma unidade composta; e falhou porque não produziu resultados significativamente maiores em termos de desenvolvimento social. | ” |

## Políticos

### Lista de administradores
De 1882 a 1958, o administrador da federação esteve sob a jurisdição mais ampla do Governador das Ilhas de Sotavento Britânicas. De 1958 a 1962, o administrador foi responsável perante o Governador-Geral da Federação das Índias Ocidentais.

#### Presidente
- 1882–1883: Alexander Wilson Moir

- 1883-1888: Charles Monroe Eldridge
- 1888-1889:  Francis Spencer Wigley

#### Comissário
- 1889-1895: John Kemys Spencer-Churchill

#### Administrador
- 1895-1899: Thomas Risely Griffith
- 1899-1904: Charles Thomas Cox
- 1904-1906: Robert Bromley
- 1906-1916: Thomas Laurence Roxburgh
- 1916-1925: John Burdon
- 1925-1929: Reginald St. Johnston
- 1929-1931: Terence Charles Macnaghten
- 1931-1940: Douglas Roy Stewart
- 1940-1947: James Harford
- 1947-1949: Leslie Stuart Greening
- 1949: Frederick Mitchell Noad
- 1949-1956: Hugh Burrowes
- 1956-1966: Henry Anthony Camillo Howard
- 1966-1967: Frederick Albert Phillips

#### Governador
- 1967-1969:Frederick Albert Phillips
- 1969-1975: Milton Pentonville Allen
- 1975-1981: Probyn Ellsworth Inniss
- 1981-1983: Clement Athelston Arrindell

### Lista de chefes de governo

#### Ministro-chefe
- 1960–1966: Caleb Azariah Paul Southwell
- 1966–1967: Robert Llewellyn Bradshaw

#### Primeiro-ministro
- 1967–1978: Robert Llewellyn Bradshaw
- 1978–1979: Caleb Azariah Paul Southwell
- 1979–1980: Lee Llewellyn Moore
- 1980–1983: Kennedy Alphonse Simmonds